# Gusttavo Lima
Gusttavo Lima, nome d'arte di Nivaldo Batista Lima (Presidente Olegário, 3 settembre 1989), è un cantante, musicista e compositore brasiliano.
Dopo essersi affermato nel suo paese con i brani Inventor dos Amores e Cor de Ouro, è diventato famoso in tutto il mondo grazie alla canzone Balada, vero e proprio tormentone estivo nel 2012. Viene spesso comparato ai cantanti sertanejo Luan Santana e Michel Teló.

## Biografia
È nato a Presidente Olegário il 3 settembre 1989, da genitori poveri provenienti dal distretto di Minas Gerais. Il suo primo successo artistico è arrivato a soli 9 anni, nel 1998, con la canzone É o Amor composta da Zezé Di Camargo & Luciano. 
Agli inizi del 2010 ha lanciato il suo secondo album, prodotto dalla Audio Mix, dal titolo Inventor dos amores, che ha superato le 15 000 copie vendute. Lo stesso anno, Lima ha inciso due singoli: Cor de Ouro e Balada. Quest'ultimo, conosciuto anche come Balada Boa o Balada (Tchê tcherere tchê tchê) (titolo, quest'ultimo, che deriva dal suono del ritornello ritmico del brano) ha raggiunto la terza posizione scalando poi anche le classifiche internazionali e arrivando fino ai mercati discografici europei, seguito dall'album Gusttavo Lima e você del 2011, che ha superato le 50 000 copie vendute ed è stato certificato Disco di platino.
Nel gennaio del 2012 Gusttavo Lima ha iniziato un tour internazionale, che l'ha portato anche negli Stati Uniti. Nello stesso anno è uscito un nuovo album live intitolato Ao Vivo em São Paulo.

## Vita privata
Si è sposato nel 2016 con la modella e attrice Andressa Suita, dalla quale si è poi separato nel 2020, ma nel 2022 i due sono tornati insieme. Dal 2024 il cantante risulta divorziato, pur continuando a convivere con Andressa Suita. Ha due figli maschi. Vive dividendosi tra il Brasile e Miami, dove possiede una villa.

## Posizioni politiche
Lima è uno dei pochissimi cantanti brasiliani a manifestare posizioni politiche di destra, anche estremistiche: dichiaratamente anticomunista, è favorevole alla libera circolazione delle armi da fuoco e in occasione delle elezioni presidenziali del 2018 ha dato il suo appoggio al candidato ultra-conservatore Jair Bolsonaro, che è risultato eletto. Durante le elezioni presidenziali brasiliane del 2022 ha invitato nuovamente a votare per Bolsonaro «per il bene della famiglia brasiliana» (il presidente uscente ha poi perso la competizione elettorale contro Lula da Silva).
Nel gennaio del 2025 ha fatto sapere di essere tentato di candidarsi alle elezioni presidenziali del 2026, pur senza essere iscritto ad alcun partito. 

## Vicende giudiziarie
Nel settembre 2024 la polizia civile del Pernambuco ha ordinato l'arresto del cantante, accusato di aver favorito la fuga all'estero di alcune persone già ricercate per riciclaggio di denaro e gioco d'azzardo illegale. Gusttavo Lima, raggiunto dal provvedimento a Miami, si è anche visto sequestrare il passaporto e il suo jet privato, che egli avrebbe usato per festeggiare il compleanno in Grecia con i latitanti.  In seguito Eduardo Guilliod Maranhão, giudice della quarta Camera penale di Recife, ha revocato la richiesta di custodia cautelare nei confronti di Lima.  Alla fine del mese il cantante ha tenuto due concerti in Brasile, salvo poi rimanere nuovamente coinvolto nell'inchiesta giudiziaria, questa volta con l'accusa, ben più grave, di aver gestito in prima persona il traffico di denaro sporco. Lima ha quindi annullato le successive tappe brasiliane del tour ed è tornato a Miami. 

## Discografia

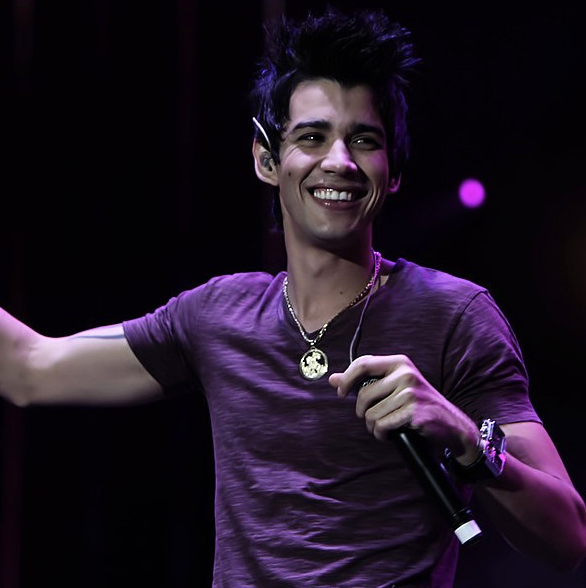
Gusttavo Lima nel 2011.

### Album in studio
- 2009 – Gusttavo Lima
- 2014 – Do outro lado da moeda
- 2015 – Buteco do Gusttavo Lima
- 2016 – 50/50

### Album dal vivo
- 2010 – Inventor dos amores
- 2011 – Gusttavo Lima e você
- 2012 – Ao vivo em Sao Paulo

### Singoli
- 1998 – É o amor
- 2009 – Caso consumado
- 2010 – Rosas, versos e vinhos
- 2010 – Inventor dos amores
- 2011 – Cor de ouro
- 2011 – Refém
- 2011 – Balada
- 2011 – Fora do comum
- 2012 – 60 segundos
- 2012 – Gatinha assanhada
- 2012 – Fazer beber
- 2013 – Doidaça
- 2013 – Diz pra mim
- 2013 – Só tem eu
- 2013 – Fui fiel
- 2014 – Tô solto na night
- 2014 – 10 anos
- 2014 – Que mal te fiz eu?
- 2014 – Se é pra beber eu bebo
- 2015 – Você não me conhece
- 2015 – Não paro de beber
- 2016 – Jejum de amor
- 2016 – Que pena que acabou
- 2016 – Homem de família

### Collaborazioni
- 2017 – Meu coração não é hotel (Lauana Prado feat. Gusttavo Lima)